# ويكي الرحلات
ويكي الرحلات (بالإنجليزية: Wikivoyage)‏ هي دليل سياحي على شبكة الإنترنت، كتب بطريقة تشاركية من عدد من الكتاب المتطوعين، ومحتواه هو تحت رخصة حرة.
الهدف الرئيسي من ويكي الرحلات هو توفير جميع المعلومات والمعارف التي يحتاجها المسافر إلى أي وجهة في جميع أنحاء العالم، من الفنادق والمواصلات وأنواع الأغذية والمطاعم والتكاليف والمعالم السياحية.

## قصة إطلاق ويكي الرحلات
تأسس المشروع في سبتمبر 2006 من قبل إلكترون فولت الألمانية بإطلاق تفرع من موقع ويكي ترافيل وبدأ العمل في 10 ديسمبر 2006 على نشر المحتوى تحت رخصة المشاع الإبداعي للوثائق الحرة.
في منتصف عام 2012 سعى غالبية المجتمع من المحررين والمسئولين في ويكي ترافيل رفع اقتراح إلى مؤسسة ويكيميديا لاستضافة مشروع غير تجاري جديد تحت اسم Wikivoyage. تم قبول هذا الاقتراح في أكتوبر عام 2012 . وتم ترحيل حسابات المحررين من ويكي ترافيل للعمل على المشروع الجديد كما يجري التصويت على الشعار للمشروع الجديد في موقع ويكيميديا .

## مسمى ويكي الرحلات
يتكون اسم الموقع من كلمتين ويكي وتعبر عن ذلك النوع من المواقع الإلكترونية يسمح للزوار بإضافة المحتويات وتعديلها، وكلمة رحلات وهي جمع رحلة وهو الانتقال من مكان لآخر لأي غرض كان وغالباً ما تكون للسياحة أو العمل وقد عبر عنها بصيغة الجمع للتعبير عن تنوع الموقع وشموليته.

## العمل على إطلاق النسخة العربية
جارٍ العمل على النسخة بيتا باللغة العربية حالياً فهي بحاجة إلى نمو كبير بما فيه الكفاية وإلى تطوير مجتمع قوي، سيؤدي مستقبلاً إلى نقلها إلى نطاق فرعي خاص بها.

## المبادئ الأساسية في ويكي الرحلات

### المسافر أولاً
المسافر يأتي أولاً هو المبدأ الأساسي في استخدام ويكي الرحلات وعند اتخاذ القرارات حول أي سياسة وذلك أن الهدف والفكرة قائمة من أجل خدمة المسافرين، ويقابل ذلك القراء في ويكيبيديا.

### النزاهة والعدالة
عند استعراض الفنادق والمطاعم والمعالم السياحية وغيرها، كان من البديهي أن تكون ويكي الرحلات نزيهة وعادلة، ولا تسمح للقضايا الشخصية أو المصالح الترويجية بالتأثير على المحتوى والمصداقية وذلك لتتمكن من توفير خدمة مفيدة للمسافر.

### الإثارة والتشويق
تسمح ويكي الرحلات بحصة محددة من الإثارة والتشويق دون مبالغة تخرج عن الحقيقة.

## وصلات خارجية
- الموقع الرسمي
- النسخة العربية على الحاضنة
- صفحة مصر على ويكي رحلات، وهي أول الصفحات المكتملة في المشروع]